# Belle nubi solitarie
Belle nubi solitarie è un romanzo di Liala, pubblicato per la prima volta nel 1961 .

## Trama
Gino Alberina ama, riamato, Aralda Vis: sono due persone come tante e probabilmente con tanti anni ancora davanti. Sembrano destinati a condurre insieme una vita normale: non certo agiata, ma comunque felice, ricca di amore. Ma in Aralda improvvisamente avviene un cambiamento: affiora infatti in lei una strana ambizione, forse però da sempre presente. Fatto sta che agli occhi di Gino la donna apparirà sempre più distante e sempre più cattiva, sotto un cielo che prima era tutto azzurro.